# Mateus de Paris
Mateus de Paris (em latim: Matthæus Parisiensis; em inglês:  Matthew Paris) (Inglaterra, c. 1200 – depois de 1259) foi um monge beneditino, iluminador, cartógrafo, hagiógrafo e historiador inglês.

## Biografia
A despeito do nome pelo qual ficou conhecido, Mateus de Paris nasceu na Inglaterra e não se conhece nenhuma ligação dele com a capital francesa. Antigamente acreditava-se que havia estudado na Universidade de Paris, mas não existe nenhuma evidência concreta. O primeiro documento que atesta sua existência data de 1213, quando já havia ingressado na Abadia de Santo Albano, em Hertfordshire, proferindo seus votos solenes em 21 de janeiro de 1217.
Indicado para ser cronista da abadia em 1236, revisou a crônica histórica de Roger de Wendover, Flores historiarum, e continuou-a do ponto em que ele parou em 1235, acrescentando-lhe novos eventos referentes até o ano de 1259, obra intitulada Chronica majora. Deixou vários outros trabalhos de historiografia e hagiografia.
Em 1248 foi enviado para a Noruega, como portador de uma mensagem para o rei Haakon IV convidando-o a se juntar a uma cruzada. Estabeleceu amizade com Haakon e lá permaneceu quase um ano, indicado supervisor da reforma do mosteiro beneditino de Nidarholm, voltando em seguida para a Inglaterra.

## Obra
A Abadia de Santo Albano era um importante centro de arte e cultura e um dos principias polos de peregrinação religiosa da Inglaterra, e Mateus de Paris sem dúvida beneficiou-se dos contatos com outros eruditos, artistas e personalidades da política e religião de seu tempo. A abadia também já tinha sólida tradição como um centro influente de produção historiográfica.

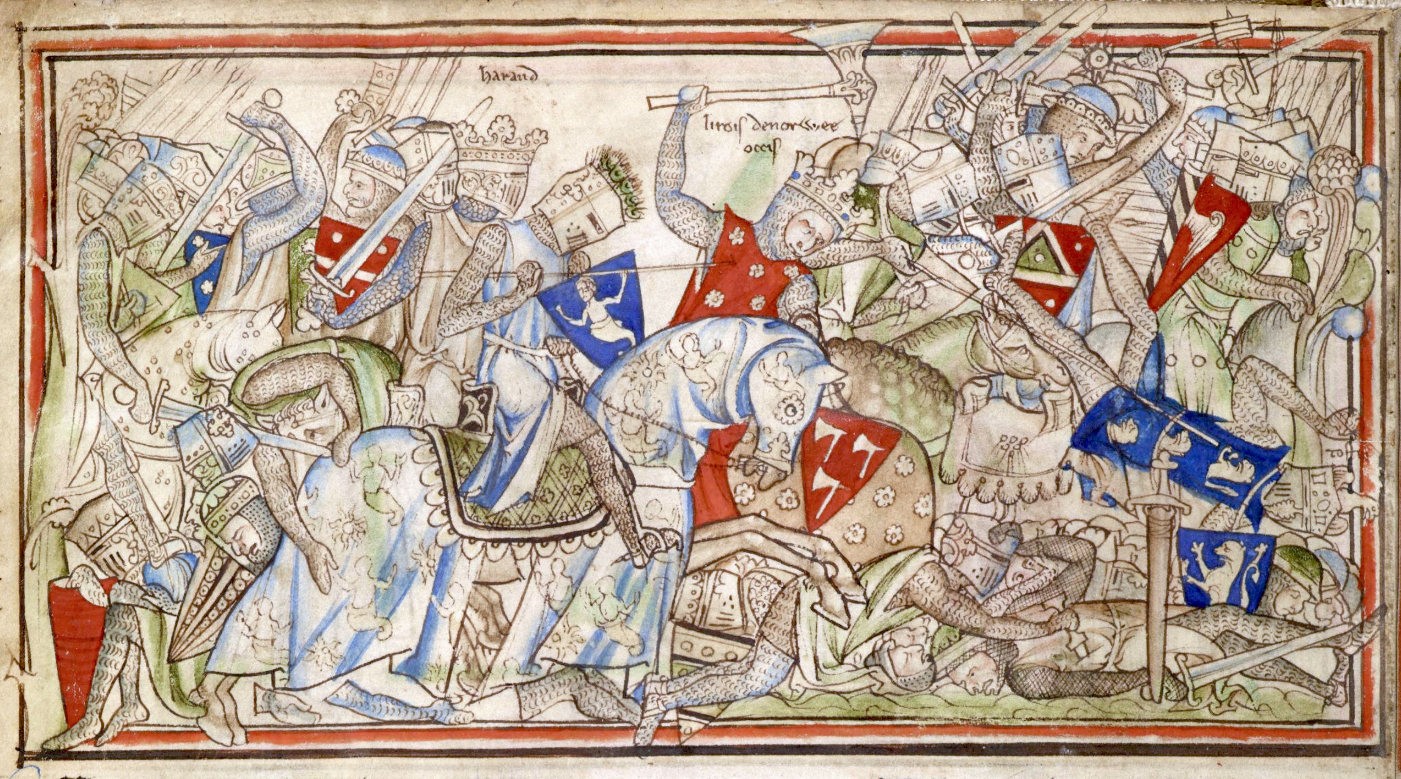
Iluminura ilustrando a Batalha de Stamford em sua Vida de Eduardo o Confessor

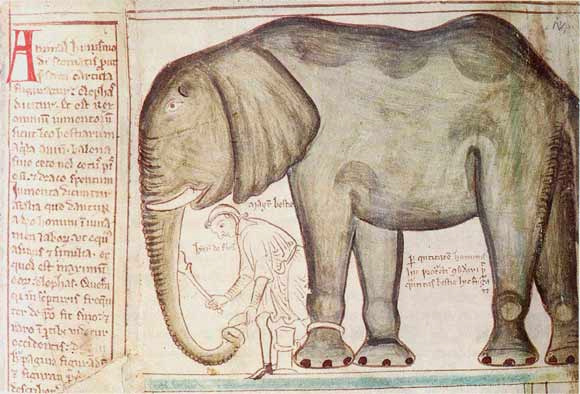
Iluminura mostrando um elefante na Chronica majora

Sua obra mais famosa é a Chronica majora, que, segundo Lewis Jones, é "um levantamento extraordinariamente abrangente e magistral da história inglesa e continental durante quase um quarto de século inteiro. [...] Cortesão e estudioso, monge e homem do mundo, Mateus de Paris era, tanto por treinamento quanto por posição, excepcionalmente bem qualificado para escrever uma história de seu próprio tempo. [...] Embora frequentemente prolixo e retórico, ele nunca é tedioso ou irrelevante. Sua narrativa, via de regra, é maravilhosamente direta, clara e nervosa, enquanto seu instinto de ordem e efeito literário é tal que confere à sua Chronica, como um todo, uma unidade e um interesse sustentado que não se encontram na obra de nenhum outro historiador medieval inglês".
Todas as suas outras crônicas históricas, como a Abbreviatio chronicorum, o Liber additamentorum e a Chronica minor sive Historia Anglorum, esta com crônicas relativas aos anos de 1250 a 1259, são extratos ou resumos da Chronica majora com acréscimo de material novo. Também deixou uma crônica sobre sua abadia, Gesta abbatum monasterii Sancti Albani, além de biografias dos santos Albano, Eduardo o Confessor, Thomas Becket, Edmund Rich e Stephen Langton, algumas em verso e outras em prosa.
Foi testemunha de muitos dos eventos históricos que descreveu, e suas obras são uma das mais ricas fontes para o período de 1235 a 1259 da história da Europa e em particular da Inglaterra. Contudo, seus textos devem ser interpretados com cuidado, pois frequentemente revelam partidarismos e preconceitos. Na análise de Thomas Tout, "era um homem de opiniões fortes, e as suas simpatias e preconceitos colorem cada linha que escreveu. O seu ponto de vista é o de um inglês patriota, indignado com as invasões estrangeiras, com o mau governo do rei, a ganância dos curialistas, e com um preconceito profissional contra os frades mendicantes". Para Henry Davis, "suas falhas de apresentação são mais frequentemente devidas ao descuido e a visões estreitas do que a um propósito deliberado. Mas às vezes ele é culpado de inserir discursos retóricos que não são apenas fictícios, mas também enganosos como relato dos sentimentos do orador. Noutros casos, ele adultera os documentos que insere (como, por exemplo, o texto da Carta Magna). Sua cronologia é, para um contemporâneo, inexata; e ocasionalmente insere versões duplicadas do mesmo incidente em lugares diferentes. Portanto, ele deve sempre ser rigorosamente verificado onde existam outras autoridades e usado com cautela quando for nosso único informante. Mesmo assim, ele transmite uma impressão mais vívida de sua época do que qualquer outro cronista inglês". Segundo Lewis Jones, foi "um escritor que, tanto na sua concepção do ofício do historiador como na força e no pitoresco do seu estilo, supera todos os cronistas do século XII".

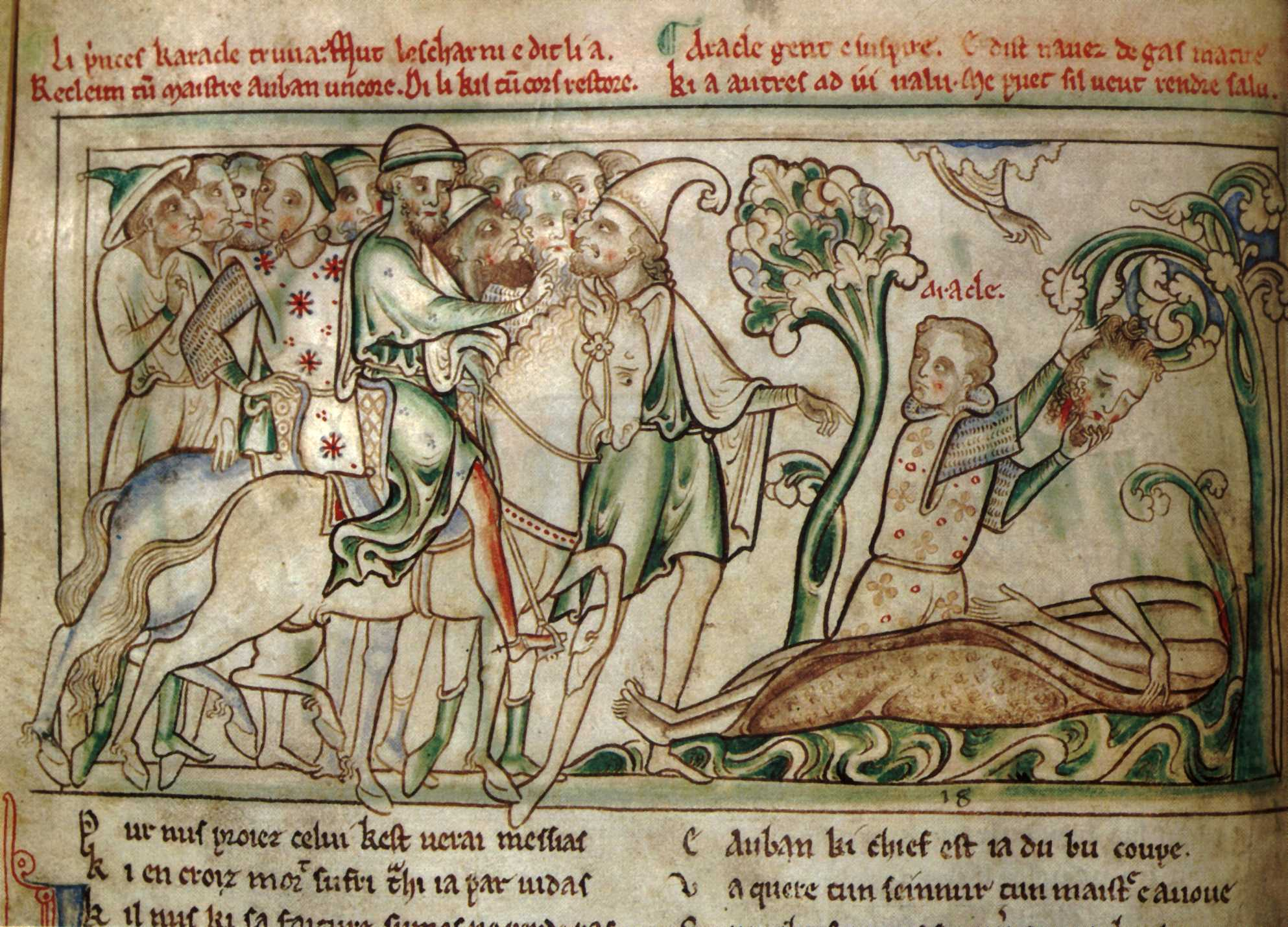
O martírio de santo Albano na sua Vida de Santo Albano

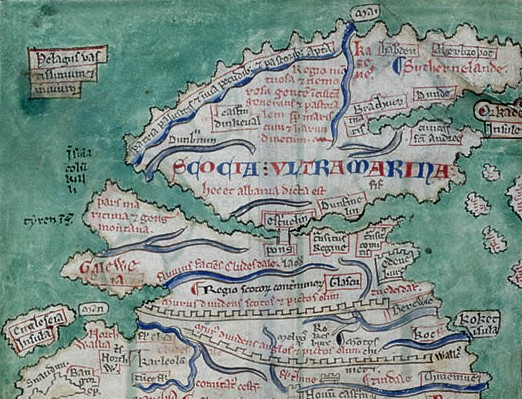
Detalhe de um mapa da Escócia na Abbreviatio chronicorum

As muitas iluminuras na forma de frisos, ornamentos, iniciais decoradas, brasões, animais e plantas, paisagens, alegorias, retratos e cenas com várias figuras que ilustram seus manuscritos são de sua autoria, sendo trabalhos de grande refinamento formal. Seu estilo mostra que tirou inspiração de iluminuras que constavam em outros manuscritos mais antigos da abadia e do trabalho de ourives que também atuavam no círculo eclesiástico local, mas provavelmente teve acesso a outras fontes iconográficas durante suas viagens à corte. Seu sucessor como cronista da abadia, Thomas Walsingham, descreveu-o como um historiador e cronista extraordinário e como um artista até então sem paralelo no mundo latino. É um dos poucos iluminadores de seu tempo cujo nome é conhecido. Para N. Wilkins, "o conjunto de cento e trinta desenhos marginais que acompanham a Chronica majora pode ser descrito como revolucionário. Alguns exemplos desse tipo de ilustração são conhecidos da época anterior, mas não havia sido criado nada nessa escala. [...] O estilo do desenho foi herdado da tradição anglo-saxônica, mas Mateus de Paris imbuiu-o de sua própria energia, originalidade e senso de humor".
Seus mapas são notáveis pelo grande detalhamento, embora não sejam acurados em termos geográficos. Deixou ainda  roteiros ilustrados de viagens, mostrando as cidades de parada no caminho, também pouco acurados mas interessantes pelos numerosos detalhes pitorescos sobre várias cidades europeias, como os pinheiros eriçados em La Tour-du-Pin; as cegonhas empoleiradas nos seus ninhos nos telhados de Susa e Turim; as paredes desabadas em Luni, e outros. Suas imagens têm valor científico pela sua descrição da flora e fauna da Inglaterra de seu tempo. É dele a primeira imagem conhecida do cruza-bico.